# Tupolev Tu-95LAL
Tupolev Tu-95LAL (tiếng Nga: Летающая Атомная Лаборатория – Letayushchaya Atomnaya Laboratoriya – phòng thí nghiệm hạt nhân trên không) là một mẫu máy bay thử nghiệm, được hoán cải từ loại máy bay ném bom Tupolev Tu-95 của Liên Xô. Tu-95LAL bay thử nghiệm trong giai đoạn 1961-1965.

## Tính năng kỹ chiến thuật (Tu-95LAL)
Dữ liệu lấy từ Combat Aircraft since 1945
Đặc điểm tổng quát
- Chiều dài: 46, m[2] (151 ft 6 in[2])
- Sải cánh: 50,10 m[2] (164 ft 5 in[2])
- Chiều cao: 12,12 m (39 ft 9 in)
- Diện tích cánh: 310 m² (3.330 ft²)
- Động cơ: 4 × Kuznetsov NK-12M kiểu turboprop, 11.000 kW (14.800 shp)[3]  mỗi chiếc

 Hiệu suất bay 